# Sághy Sándor
Sági és csukárpakai Sághy Sándor (Buda, 1804 – Buda, 1827. február 22.) a királyi tábla hites jegyzője, irodalmár.

## Élete
Sághy Ferenc a királyi egyetem könyvnyomtató intézetének pénztárnoka egyetlen fiúgyermekeként született. Tanulmányait Budán és Pesten végezte. 1827-ben halt meg tüdőgyulladásban.

## Munkája
- Verseghy Ferencz élete. Buda, 1825. (Verseghy Ferencz maradványai és élete 139-231 l. Ezen maradványokat összegyűjtötte és ő írta hozzá a jegyzeteket.)